# Stamboom Willem van Oranje-Nassau (1748-1806)
Dit is de stamboom van Willem V van Oranje-Nassau (1748-1806).
| Stamboom Willem van Oranje-Nassau (1748-1806)                                    | Stamboom Willem van Oranje-Nassau (1748-1806)                                                     | Stamboom Willem van Oranje-Nassau (1748-1806)                                                     | Stamboom Willem van Oranje-Nassau (1748-1806)                                                     | Stamboom Willem van Oranje-Nassau (1748-1806)                                                     | Stamboom Willem van Oranje-Nassau (1748-1806)                                                     | Stamboom Willem van Oranje-Nassau (1748-1806)                                                     | Stamboom Willem van Oranje-Nassau (1748-1806)                                                     | Stamboom Willem van Oranje-Nassau (1748-1806)                                                     | Stamboom Willem van Oranje-Nassau (1748-1806)                                                     | Stamboom Willem van Oranje-Nassau (1748-1806)                                                     | Stamboom Willem van Oranje-Nassau (1748-1806)                                                     | Stamboom Willem van Oranje-Nassau (1748-1806)                                                          | Stamboom Willem van Oranje-Nassau (1748-1806)                                                          | Stamboom Willem van Oranje-Nassau (1748-1806)                                                          | Stamboom Willem van Oranje-Nassau (1748-1806)                                                          | Stamboom Willem van Oranje-Nassau (1748-1806)                                                          | Stamboom Willem van Oranje-Nassau (1748-1806)                                                          | Stamboom Willem van Oranje-Nassau (1748-1806)                                                          | Stamboom Willem van Oranje-Nassau (1748-1806)                                                          | Stamboom Willem van Oranje-Nassau (1748-1806)                                                          | Stamboom Willem van Oranje-Nassau (1748-1806)                                                          | Stamboom Willem van Oranje-Nassau (1748-1806)                                                          | Stamboom Willem van Oranje-Nassau (1748-1806)                                                     | Stamboom Willem van Oranje-Nassau (1748-1806)                                                     | Stamboom Willem van Oranje-Nassau (1748-1806)                                                     | Stamboom Willem van Oranje-Nassau (1748-1806)                                                     | Stamboom Willem van Oranje-Nassau (1748-1806)                                                     | Stamboom Willem van Oranje-Nassau (1748-1806)                                                     | Stamboom Willem van Oranje-Nassau (1748-1806)                                                     | Stamboom Willem van Oranje-Nassau (1748-1806)                                                     | Stamboom Willem van Oranje-Nassau (1748-1806)                                                     | Stamboom Willem van Oranje-Nassau (1748-1806)                                                     | Stamboom Willem van Oranje-Nassau (1748-1806)                                                     | Stamboom Willem van Oranje-Nassau (1748-1806)                                                     | Stamboom Willem van Oranje-Nassau (1748-1806)                                                     | Stamboom Willem van Oranje-Nassau (1748-1806)                                                     | Stamboom Willem van Oranje-Nassau (1748-1806)                                                            | Stamboom Willem van Oranje-Nassau (1748-1806)                                                            | Stamboom Willem van Oranje-Nassau (1748-1806)                                                            | Stamboom Willem van Oranje-Nassau (1748-1806)                                                            | Stamboom Willem van Oranje-Nassau (1748-1806)                                                     | Stamboom Willem van Oranje-Nassau (1748-1806)                                                     | Stamboom Willem van Oranje-Nassau (1748-1806)                                                     | Stamboom Willem van Oranje-Nassau (1748-1806)                                                     | Stamboom Willem van Oranje-Nassau (1748-1806)                                               | Stamboom Willem van Oranje-Nassau (1748-1806)                                               | Stamboom Willem van Oranje-Nassau (1748-1806)                                               | Stamboom Willem van Oranje-Nassau (1748-1806)                                               | Stamboom Willem van Oranje-Nassau (1748-1806)                                               | Stamboom Willem van Oranje-Nassau (1748-1806)                                               | Stamboom Willem van Oranje-Nassau (1748-1806)                                               | Stamboom Willem van Oranje-Nassau (1748-1806)                                               | Stamboom Willem van Oranje-Nassau (1748-1806)                                                                                    | Stamboom Willem van Oranje-Nassau (1748-1806)                                                                                    | Stamboom Willem van Oranje-Nassau (1748-1806)                                                                                    | Stamboom Willem van Oranje-Nassau (1748-1806)                                                                                    | Stamboom Willem van Oranje-Nassau (1748-1806)                                               | Stamboom Willem van Oranje-Nassau (1748-1806)                                               | Stamboom Willem van Oranje-Nassau (1748-1806)                                               | Stamboom Willem van Oranje-Nassau (1748-1806)                                               | Stamboom Willem van Oranje-Nassau (1748-1806)                                                        | Stamboom Willem van Oranje-Nassau (1748-1806)                                                        | Stamboom Willem van Oranje-Nassau (1748-1806)                                                        | Stamboom Willem van Oranje-Nassau (1748-1806)                                                        | Stamboom Willem van Oranje-Nassau (1748-1806)                                               | Stamboom Willem van Oranje-Nassau (1748-1806)                                               | Stamboom Willem van Oranje-Nassau (1748-1806)                                                                      | Stamboom Willem van Oranje-Nassau (1748-1806)                                                                      | Stamboom Willem van Oranje-Nassau (1748-1806)                                                                      | Stamboom Willem van Oranje-Nassau (1748-1806)                                                                      | Stamboom Willem van Oranje-Nassau (1748-1806)                                                                      | Stamboom Willem van Oranje-Nassau (1748-1806)                                                                      | Stamboom Willem van Oranje-Nassau (1748-1806)                                                                      | Stamboom Willem van Oranje-Nassau (1748-1806)                                                                      | Stamboom Willem van Oranje-Nassau (1748-1806)                                                                      | Stamboom Willem van Oranje-Nassau (1748-1806)                                                                      | Stamboom Willem van Oranje-Nassau (1748-1806)                                                                      | Stamboom Willem van Oranje-Nassau (1748-1806)                                                                      | Stamboom Willem van Oranje-Nassau (1748-1806)                                                                      | Stamboom Willem van Oranje-Nassau (1748-1806)                                                                      | Stamboom Willem van Oranje-Nassau (1748-1806)                                                                      | Stamboom Willem van Oranje-Nassau (1748-1806)                                                                      | Stamboom Willem van Oranje-Nassau (1748-1806)                                                                      | Stamboom Willem van Oranje-Nassau (1748-1806)                                                                      | Stamboom Willem van Oranje-Nassau (1748-1806)                                                                      | Stamboom Willem van Oranje-Nassau (1748-1806)                                                                      | Stamboom Willem van Oranje-Nassau (1748-1806)                                                                      | Stamboom Willem van Oranje-Nassau (1748-1806)                                                                      |
| -------------------------------------------------------------------------------- | ------------------------------------------------------------------------------------------------- | ------------------------------------------------------------------------------------------------- | ------------------------------------------------------------------------------------------------- | ------------------------------------------------------------------------------------------------- | ------------------------------------------------------------------------------------------------- | ------------------------------------------------------------------------------------------------- | ------------------------------------------------------------------------------------------------- | ------------------------------------------------------------------------------------------------- | ------------------------------------------------------------------------------------------------- | ------------------------------------------------------------------------------------------------- | ------------------------------------------------------------------------------------------------- | --- | --- | --- | --- | --- | --- | --- | --- | --- | --- | --- | ------------------------------------------------------------------------------------------------- | ------------------------------------------------------------------------------------------------- | ------------------------------------------------------------------------------------------------- | ------------------------------------------------------------------------------------------------- | ------------------------------------------------------------------------------------------------- | ------------------------------------------------------------------------------------------------- | ------------------------------------------------------------------------------------------------- | ------------------------------------------------------------------------------------------------- | ------------------------------------------------------------------------------------------------- | ------------------------------------------------------------------------------------------------- | ------------------------------------------------------------------------------------------------- | ------------------------------------------------------------------------------------------------- | ------------------------------------------------------------------------------------------------- | ------------------------------------------------------------------------------------------------- | --- | --- | --- | --- | ------------------------------------------------------------------------------------------------- | ------------------------------------------------------------------------------------------------- | ------------------------------------------------------------------------------------------------- | ------------------------------------------------------------------------------------------------- | ------------------------------------------------------------------------------------------- | ------------------------------------------------------------------------------------------- | ------------------------------------------------------------------------------------------- | ------------------------------------------------------------------------------------------- | ------------------------------------------------------------------------------------------- | ------------------------------------------------------------------------------------------- | ------------------------------------------------------------------------------------------- | ------------------------------------------------------------------------------------------- | --- | --- | --- | --- | ------------------------------------------------------------------------------------------- | ------------------------------------------------------------------------------------------- | ------------------------------------------------------------------------------------------- | ------------------------------------------------------------------------------------------- | --- | --- | --- | --- | ------------------------------------------------------------------------------------------- | ------------------------------------------------------------------------------------------- | --- | --- | --- | --- | --- | --- | --- | --- | --- | --- | --- | --- | --- | --- | --- | --- | --- | --- | --- | --- | --- | --- |
| Betovergrootouders                                                               | Willem Frederik van Nassau-Dietz (1613-1664) x 1652 Albertine Agnes van Oranje-Nassau (1634-1696) | Willem Frederik van Nassau-Dietz (1613-1664) x 1652 Albertine Agnes van Oranje-Nassau (1634-1696) | Willem Frederik van Nassau-Dietz (1613-1664) x 1652 Albertine Agnes van Oranje-Nassau (1634-1696) | Willem Frederik van Nassau-Dietz (1613-1664) x 1652 Albertine Agnes van Oranje-Nassau (1634-1696) | Willem Frederik van Nassau-Dietz (1613-1664) x 1652 Albertine Agnes van Oranje-Nassau (1634-1696) | Willem Frederik van Nassau-Dietz (1613-1664) x 1652 Albertine Agnes van Oranje-Nassau (1634-1696) | Willem Frederik van Nassau-Dietz (1613-1664) x 1652 Albertine Agnes van Oranje-Nassau (1634-1696) | Willem Frederik van Nassau-Dietz (1613-1664) x 1652 Albertine Agnes van Oranje-Nassau (1634-1696) | Willem Frederik van Nassau-Dietz (1613-1664) x 1652 Albertine Agnes van Oranje-Nassau (1634-1696) | Willem Frederik van Nassau-Dietz (1613-1664) x 1652 Albertine Agnes van Oranje-Nassau (1634-1696) | Willem Frederik van Nassau-Dietz (1613-1664) x 1652 Albertine Agnes van Oranje-Nassau (1634-1696) | Johan George II van Anhalt-Dessau (1627-1693) x 1659 Henriëtte Catharina van Oranje-Nassau (1638-1708) | Johan George II van Anhalt-Dessau (1627-1693) x 1659 Henriëtte Catharina van Oranje-Nassau (1638-1708) | Johan George II van Anhalt-Dessau (1627-1693) x 1659 Henriëtte Catharina van Oranje-Nassau (1638-1708) | Johan George II van Anhalt-Dessau (1627-1693) x 1659 Henriëtte Catharina van Oranje-Nassau (1638-1708) | Johan George II van Anhalt-Dessau (1627-1693) x 1659 Henriëtte Catharina van Oranje-Nassau (1638-1708) | Johan George II van Anhalt-Dessau (1627-1693) x 1659 Henriëtte Catharina van Oranje-Nassau (1638-1708) | Johan George II van Anhalt-Dessau (1627-1693) x 1659 Henriëtte Catharina van Oranje-Nassau (1638-1708) | Johan George II van Anhalt-Dessau (1627-1693) x 1659 Henriëtte Catharina van Oranje-Nassau (1638-1708) | Johan George II van Anhalt-Dessau (1627-1693) x 1659 Henriëtte Catharina van Oranje-Nassau (1638-1708) | Johan George II van Anhalt-Dessau (1627-1693) x 1659 Henriëtte Catharina van Oranje-Nassau (1638-1708) | Johan George II van Anhalt-Dessau (1627-1693) x 1659 Henriëtte Catharina van Oranje-Nassau (1638-1708) | Willem VI van Hessen-Kassel (1629-1663) x 1649 Hedwig Sofie van Brandenburg (1623-1683)           | Willem VI van Hessen-Kassel (1629-1663) x 1649 Hedwig Sofie van Brandenburg (1623-1683)           | Willem VI van Hessen-Kassel (1629-1663) x 1649 Hedwig Sofie van Brandenburg (1623-1683)           | Willem VI van Hessen-Kassel (1629-1663) x 1649 Hedwig Sofie van Brandenburg (1623-1683)           | Willem VI van Hessen-Kassel (1629-1663) x 1649 Hedwig Sofie van Brandenburg (1623-1683)           | Willem VI van Hessen-Kassel (1629-1663) x 1649 Hedwig Sofie van Brandenburg (1623-1683)           | Willem VI van Hessen-Kassel (1629-1663) x 1649 Hedwig Sofie van Brandenburg (1623-1683)           | Willem VI van Hessen-Kassel (1629-1663) x 1649 Hedwig Sofie van Brandenburg (1623-1683)           | Willem VI van Hessen-Kassel (1629-1663) x 1649 Hedwig Sofie van Brandenburg (1623-1683)           | Willem VI van Hessen-Kassel (1629-1663) x 1649 Hedwig Sofie van Brandenburg (1623-1683)           | Willem VI van Hessen-Kassel (1629-1663) x 1649 Hedwig Sofie van Brandenburg (1623-1683)           | Jacob van Koerland (1610-1682) x 1645 Louise Charlotte van Brandenburg (1617-1676)                | Jacob van Koerland (1610-1682) x 1645 Louise Charlotte van Brandenburg (1617-1676)                | Jacob van Koerland (1610-1682) x 1645 Louise Charlotte van Brandenburg (1617-1676)                | Jacob van Koerland (1610-1682) x 1645 Louise Charlotte van Brandenburg (1617-1676)                       | Jacob van Koerland (1610-1682) x 1645 Louise Charlotte van Brandenburg (1617-1676)                       | Jacob van Koerland (1610-1682) x 1645 Louise Charlotte van Brandenburg (1617-1676)                       | Jacob van Koerland (1610-1682) x 1645 Louise Charlotte van Brandenburg (1617-1676)                       | Jacob van Koerland (1610-1682) x 1645 Louise Charlotte van Brandenburg (1617-1676)                | Jacob van Koerland (1610-1682) x 1645 Louise Charlotte van Brandenburg (1617-1676)                | Jacob van Koerland (1610-1682) x 1645 Louise Charlotte van Brandenburg (1617-1676)                | Jacob van Koerland (1610-1682) x 1645 Louise Charlotte van Brandenburg (1617-1676)                | Ernst August van Brunswijk-Lüneburg (1629-1698) x 1658 Sophia van de Palts (1630-1714)      | Ernst August van Brunswijk-Lüneburg (1629-1698) x 1658 Sophia van de Palts (1630-1714)      | Ernst August van Brunswijk-Lüneburg (1629-1698) x 1658 Sophia van de Palts (1630-1714)      | Ernst August van Brunswijk-Lüneburg (1629-1698) x 1658 Sophia van de Palts (1630-1714)      | Ernst August van Brunswijk-Lüneburg (1629-1698) x 1658 Sophia van de Palts (1630-1714)      | Ernst August van Brunswijk-Lüneburg (1629-1698) x 1658 Sophia van de Palts (1630-1714)      | Ernst August van Brunswijk-Lüneburg (1629-1698) x 1658 Sophia van de Palts (1630-1714)      | Ernst August van Brunswijk-Lüneburg (1629-1698) x 1658 Sophia van de Palts (1630-1714)      | Ernst August van Brunswijk-Lüneburg (1629-1698) x 1658 Sophia van de Palts (1630-1714)                                           | Ernst August van Brunswijk-Lüneburg (1629-1698) x 1658 Sophia van de Palts (1630-1714)                                           | Ernst August van Brunswijk-Lüneburg (1629-1698) x 1658 Sophia van de Palts (1630-1714)                                           | George Willem van Brunswijk-Lüneburg (1624-1705) x Eleonora van Olbreuze (1639-1722)                                             | George Willem van Brunswijk-Lüneburg (1624-1705) x Eleonora van Olbreuze (1639-1722)        | George Willem van Brunswijk-Lüneburg (1624-1705) x Eleonora van Olbreuze (1639-1722)        | George Willem van Brunswijk-Lüneburg (1624-1705) x Eleonora van Olbreuze (1639-1722)        | George Willem van Brunswijk-Lüneburg (1624-1705) x Eleonora van Olbreuze (1639-1722)        | George Willem van Brunswijk-Lüneburg (1624-1705) x Eleonora van Olbreuze (1639-1722)                 | George Willem van Brunswijk-Lüneburg (1624-1705) x Eleonora van Olbreuze (1639-1722)                 | George Willem van Brunswijk-Lüneburg (1624-1705) x Eleonora van Olbreuze (1639-1722)                 | George Willem van Brunswijk-Lüneburg (1624-1705) x Eleonora van Olbreuze (1639-1722)                 | George Willem van Brunswijk-Lüneburg (1624-1705) x Eleonora van Olbreuze (1639-1722)        | George Willem van Brunswijk-Lüneburg (1624-1705) x Eleonora van Olbreuze (1639-1722)        | Albrecht V van Brandenburg-Ansbach (1620-1667) x Sophie Margarete van Oettingen-Oettingen (1634-1664)              | Albrecht V van Brandenburg-Ansbach (1620-1667) x Sophie Margarete van Oettingen-Oettingen (1634-1664)              | Albrecht V van Brandenburg-Ansbach (1620-1667) x Sophie Margarete van Oettingen-Oettingen (1634-1664)              | Albrecht V van Brandenburg-Ansbach (1620-1667) x Sophie Margarete van Oettingen-Oettingen (1634-1664)              | Albrecht V van Brandenburg-Ansbach (1620-1667) x Sophie Margarete van Oettingen-Oettingen (1634-1664)              | Albrecht V van Brandenburg-Ansbach (1620-1667) x Sophie Margarete van Oettingen-Oettingen (1634-1664)              | Albrecht V van Brandenburg-Ansbach (1620-1667) x Sophie Margarete van Oettingen-Oettingen (1634-1664)              | Albrecht V van Brandenburg-Ansbach (1620-1667) x Sophie Margarete van Oettingen-Oettingen (1634-1664)              | Albrecht V van Brandenburg-Ansbach (1620-1667) x Sophie Margarete van Oettingen-Oettingen (1634-1664)              | Albrecht V van Brandenburg-Ansbach (1620-1667) x Sophie Margarete van Oettingen-Oettingen (1634-1664)              | Albrecht V van Brandenburg-Ansbach (1620-1667) x Sophie Margarete van Oettingen-Oettingen (1634-1664)              | Johan George I van Saksen-Eisenach (1634-1686) x Johanna van Sayn-Wittgenstein (1632-1701)                         | Johan George I van Saksen-Eisenach (1634-1686) x Johanna van Sayn-Wittgenstein (1632-1701)                         | Johan George I van Saksen-Eisenach (1634-1686) x Johanna van Sayn-Wittgenstein (1632-1701)                         | Johan George I van Saksen-Eisenach (1634-1686) x Johanna van Sayn-Wittgenstein (1632-1701)                         | Johan George I van Saksen-Eisenach (1634-1686) x Johanna van Sayn-Wittgenstein (1632-1701)                         | Johan George I van Saksen-Eisenach (1634-1686) x Johanna van Sayn-Wittgenstein (1632-1701)                         | Johan George I van Saksen-Eisenach (1634-1686) x Johanna van Sayn-Wittgenstein (1632-1701)                         | Johan George I van Saksen-Eisenach (1634-1686) x Johanna van Sayn-Wittgenstein (1632-1701)                         | Johan George I van Saksen-Eisenach (1634-1686) x Johanna van Sayn-Wittgenstein (1632-1701)                         | Johan George I van Saksen-Eisenach (1634-1686) x Johanna van Sayn-Wittgenstein (1632-1701)                         | Johan George I van Saksen-Eisenach (1634-1686) x Johanna van Sayn-Wittgenstein (1632-1701)                         |
| Overgrootouders                                                                  | Hendrik Casimir II van Nassau-Dietz (1657-1696) x 1683 Amalia van Anhalt-Dessau (1666-1726)       | Hendrik Casimir II van Nassau-Dietz (1657-1696) x 1683 Amalia van Anhalt-Dessau (1666-1726)       | Hendrik Casimir II van Nassau-Dietz (1657-1696) x 1683 Amalia van Anhalt-Dessau (1666-1726)       | Hendrik Casimir II van Nassau-Dietz (1657-1696) x 1683 Amalia van Anhalt-Dessau (1666-1726)       | Hendrik Casimir II van Nassau-Dietz (1657-1696) x 1683 Amalia van Anhalt-Dessau (1666-1726)       | Hendrik Casimir II van Nassau-Dietz (1657-1696) x 1683 Amalia van Anhalt-Dessau (1666-1726)       | Hendrik Casimir II van Nassau-Dietz (1657-1696) x 1683 Amalia van Anhalt-Dessau (1666-1726)       | Hendrik Casimir II van Nassau-Dietz (1657-1696) x 1683 Amalia van Anhalt-Dessau (1666-1726)       | Hendrik Casimir II van Nassau-Dietz (1657-1696) x 1683 Amalia van Anhalt-Dessau (1666-1726)       | Hendrik Casimir II van Nassau-Dietz (1657-1696) x 1683 Amalia van Anhalt-Dessau (1666-1726)       | Hendrik Casimir II van Nassau-Dietz (1657-1696) x 1683 Amalia van Anhalt-Dessau (1666-1726)       | Hendrik Casimir II van Nassau-Dietz (1657-1696) x 1683 Amalia van Anhalt-Dessau (1666-1726)            | Hendrik Casimir II van Nassau-Dietz (1657-1696) x 1683 Amalia van Anhalt-Dessau (1666-1726)            | Hendrik Casimir II van Nassau-Dietz (1657-1696) x 1683 Amalia van Anhalt-Dessau (1666-1726)            | Hendrik Casimir II van Nassau-Dietz (1657-1696) x 1683 Amalia van Anhalt-Dessau (1666-1726)            | Hendrik Casimir II van Nassau-Dietz (1657-1696) x 1683 Amalia van Anhalt-Dessau (1666-1726)            | Hendrik Casimir II van Nassau-Dietz (1657-1696) x 1683 Amalia van Anhalt-Dessau (1666-1726)            | Hendrik Casimir II van Nassau-Dietz (1657-1696) x 1683 Amalia van Anhalt-Dessau (1666-1726)            | Hendrik Casimir II van Nassau-Dietz (1657-1696) x 1683 Amalia van Anhalt-Dessau (1666-1726)            | Hendrik Casimir II van Nassau-Dietz (1657-1696) x 1683 Amalia van Anhalt-Dessau (1666-1726)            | Hendrik Casimir II van Nassau-Dietz (1657-1696) x 1683 Amalia van Anhalt-Dessau (1666-1726)            | Hendrik Casimir II van Nassau-Dietz (1657-1696) x 1683 Amalia van Anhalt-Dessau (1666-1726)            | Karel Lodewijk van Hessen-Kassel (1654-1730) x 1673 Maria Anna van Koerland (1653-1711)           | Karel Lodewijk van Hessen-Kassel (1654-1730) x 1673 Maria Anna van Koerland (1653-1711)           | Karel Lodewijk van Hessen-Kassel (1654-1730) x 1673 Maria Anna van Koerland (1653-1711)           | Karel Lodewijk van Hessen-Kassel (1654-1730) x 1673 Maria Anna van Koerland (1653-1711)           | Karel Lodewijk van Hessen-Kassel (1654-1730) x 1673 Maria Anna van Koerland (1653-1711)           | Karel Lodewijk van Hessen-Kassel (1654-1730) x 1673 Maria Anna van Koerland (1653-1711)           | Karel Lodewijk van Hessen-Kassel (1654-1730) x 1673 Maria Anna van Koerland (1653-1711)           | Karel Lodewijk van Hessen-Kassel (1654-1730) x 1673 Maria Anna van Koerland (1653-1711)           | Karel Lodewijk van Hessen-Kassel (1654-1730) x 1673 Maria Anna van Koerland (1653-1711)           | Karel Lodewijk van Hessen-Kassel (1654-1730) x 1673 Maria Anna van Koerland (1653-1711)           | Karel Lodewijk van Hessen-Kassel (1654-1730) x 1673 Maria Anna van Koerland (1653-1711)           | Karel Lodewijk van Hessen-Kassel (1654-1730) x 1673 Maria Anna van Koerland (1653-1711)           | Karel Lodewijk van Hessen-Kassel (1654-1730) x 1673 Maria Anna van Koerland (1653-1711)           | Karel Lodewijk van Hessen-Kassel (1654-1730) x 1673 Maria Anna van Koerland (1653-1711)           | Karel Lodewijk van Hessen-Kassel (1654-1730) x 1673 Maria Anna van Koerland (1653-1711)                  | Karel Lodewijk van Hessen-Kassel (1654-1730) x 1673 Maria Anna van Koerland (1653-1711)                  | Karel Lodewijk van Hessen-Kassel (1654-1730) x 1673 Maria Anna van Koerland (1653-1711)                  | Karel Lodewijk van Hessen-Kassel (1654-1730) x 1673 Maria Anna van Koerland (1653-1711)                  | Karel Lodewijk van Hessen-Kassel (1654-1730) x 1673 Maria Anna van Koerland (1653-1711)           | Karel Lodewijk van Hessen-Kassel (1654-1730) x 1673 Maria Anna van Koerland (1653-1711)           | Karel Lodewijk van Hessen-Kassel (1654-1730) x 1673 Maria Anna van Koerland (1653-1711)           | Karel Lodewijk van Hessen-Kassel (1654-1730) x 1673 Maria Anna van Koerland (1653-1711)           | George I van Hannover (1660-1727) x 1682 Sophie Dorothea van Brunswijk-Lüneburg (1666-1726) | George I van Hannover (1660-1727) x 1682 Sophie Dorothea van Brunswijk-Lüneburg (1666-1726) | George I van Hannover (1660-1727) x 1682 Sophie Dorothea van Brunswijk-Lüneburg (1666-1726) | George I van Hannover (1660-1727) x 1682 Sophie Dorothea van Brunswijk-Lüneburg (1666-1726) | George I van Hannover (1660-1727) x 1682 Sophie Dorothea van Brunswijk-Lüneburg (1666-1726) | George I van Hannover (1660-1727) x 1682 Sophie Dorothea van Brunswijk-Lüneburg (1666-1726) | George I van Hannover (1660-1727) x 1682 Sophie Dorothea van Brunswijk-Lüneburg (1666-1726) | George I van Hannover (1660-1727) x 1682 Sophie Dorothea van Brunswijk-Lüneburg (1666-1726) | George I van Hannover (1660-1727) x 1682 Sophie Dorothea van Brunswijk-Lüneburg (1666-1726)                                      | George I van Hannover (1660-1727) x 1682 Sophie Dorothea van Brunswijk-Lüneburg (1666-1726)                                      | George I van Hannover (1660-1727) x 1682 Sophie Dorothea van Brunswijk-Lüneburg (1666-1726)                                      | George I van Hannover (1660-1727) x 1682 Sophie Dorothea van Brunswijk-Lüneburg (1666-1726)                                      | George I van Hannover (1660-1727) x 1682 Sophie Dorothea van Brunswijk-Lüneburg (1666-1726) | George I van Hannover (1660-1727) x 1682 Sophie Dorothea van Brunswijk-Lüneburg (1666-1726) | George I van Hannover (1660-1727) x 1682 Sophie Dorothea van Brunswijk-Lüneburg (1666-1726) | George I van Hannover (1660-1727) x 1682 Sophie Dorothea van Brunswijk-Lüneburg (1666-1726) | George I van Hannover (1660-1727) x 1682 Sophie Dorothea van Brunswijk-Lüneburg (1666-1726)          | George I van Hannover (1660-1727) x 1682 Sophie Dorothea van Brunswijk-Lüneburg (1666-1726)          | George I van Hannover (1660-1727) x 1682 Sophie Dorothea van Brunswijk-Lüneburg (1666-1726)          | George I van Hannover (1660-1727) x 1682 Sophie Dorothea van Brunswijk-Lüneburg (1666-1726)          | George I van Hannover (1660-1727) x 1682 Sophie Dorothea van Brunswijk-Lüneburg (1666-1726) | George I van Hannover (1660-1727) x 1682 Sophie Dorothea van Brunswijk-Lüneburg (1666-1726) | Johan Frederik van Brandenburg-Ansbach (1654-1686) x 1681 Eleonore Erdmuthe Louise van Saksen-Eisenach (1662-1696) | Johan Frederik van Brandenburg-Ansbach (1654-1686) x 1681 Eleonore Erdmuthe Louise van Saksen-Eisenach (1662-1696) | Johan Frederik van Brandenburg-Ansbach (1654-1686) x 1681 Eleonore Erdmuthe Louise van Saksen-Eisenach (1662-1696) | Johan Frederik van Brandenburg-Ansbach (1654-1686) x 1681 Eleonore Erdmuthe Louise van Saksen-Eisenach (1662-1696) | Johan Frederik van Brandenburg-Ansbach (1654-1686) x 1681 Eleonore Erdmuthe Louise van Saksen-Eisenach (1662-1696) | Johan Frederik van Brandenburg-Ansbach (1654-1686) x 1681 Eleonore Erdmuthe Louise van Saksen-Eisenach (1662-1696) | Johan Frederik van Brandenburg-Ansbach (1654-1686) x 1681 Eleonore Erdmuthe Louise van Saksen-Eisenach (1662-1696) | Johan Frederik van Brandenburg-Ansbach (1654-1686) x 1681 Eleonore Erdmuthe Louise van Saksen-Eisenach (1662-1696) | Johan Frederik van Brandenburg-Ansbach (1654-1686) x 1681 Eleonore Erdmuthe Louise van Saksen-Eisenach (1662-1696) | Johan Frederik van Brandenburg-Ansbach (1654-1686) x 1681 Eleonore Erdmuthe Louise van Saksen-Eisenach (1662-1696) | Johan Frederik van Brandenburg-Ansbach (1654-1686) x 1681 Eleonore Erdmuthe Louise van Saksen-Eisenach (1662-1696) | Johan Frederik van Brandenburg-Ansbach (1654-1686) x 1681 Eleonore Erdmuthe Louise van Saksen-Eisenach (1662-1696) | Johan Frederik van Brandenburg-Ansbach (1654-1686) x 1681 Eleonore Erdmuthe Louise van Saksen-Eisenach (1662-1696) | Johan Frederik van Brandenburg-Ansbach (1654-1686) x 1681 Eleonore Erdmuthe Louise van Saksen-Eisenach (1662-1696) | Johan Frederik van Brandenburg-Ansbach (1654-1686) x 1681 Eleonore Erdmuthe Louise van Saksen-Eisenach (1662-1696) | Johan Frederik van Brandenburg-Ansbach (1654-1686) x 1681 Eleonore Erdmuthe Louise van Saksen-Eisenach (1662-1696) | Johan Frederik van Brandenburg-Ansbach (1654-1686) x 1681 Eleonore Erdmuthe Louise van Saksen-Eisenach (1662-1696) | Johan Frederik van Brandenburg-Ansbach (1654-1686) x 1681 Eleonore Erdmuthe Louise van Saksen-Eisenach (1662-1696) | Johan Frederik van Brandenburg-Ansbach (1654-1686) x 1681 Eleonore Erdmuthe Louise van Saksen-Eisenach (1662-1696) | Johan Frederik van Brandenburg-Ansbach (1654-1686) x 1681 Eleonore Erdmuthe Louise van Saksen-Eisenach (1662-1696) | Johan Frederik van Brandenburg-Ansbach (1654-1686) x 1681 Eleonore Erdmuthe Louise van Saksen-Eisenach (1662-1696) | Johan Frederik van Brandenburg-Ansbach (1654-1686) x 1681 Eleonore Erdmuthe Louise van Saksen-Eisenach (1662-1696) |
| Grootouders                                                                      | Johan Willem Friso van Nassau-Dietz (1687-1711) x 1709 Maria Louise van Hessen-Kassel (1688-1765) | Johan Willem Friso van Nassau-Dietz (1687-1711) x 1709 Maria Louise van Hessen-Kassel (1688-1765) | Johan Willem Friso van Nassau-Dietz (1687-1711) x 1709 Maria Louise van Hessen-Kassel (1688-1765) | Johan Willem Friso van Nassau-Dietz (1687-1711) x 1709 Maria Louise van Hessen-Kassel (1688-1765) | Johan Willem Friso van Nassau-Dietz (1687-1711) x 1709 Maria Louise van Hessen-Kassel (1688-1765) | Johan Willem Friso van Nassau-Dietz (1687-1711) x 1709 Maria Louise van Hessen-Kassel (1688-1765) | Johan Willem Friso van Nassau-Dietz (1687-1711) x 1709 Maria Louise van Hessen-Kassel (1688-1765) | Johan Willem Friso van Nassau-Dietz (1687-1711) x 1709 Maria Louise van Hessen-Kassel (1688-1765) | Johan Willem Friso van Nassau-Dietz (1687-1711) x 1709 Maria Louise van Hessen-Kassel (1688-1765) | Johan Willem Friso van Nassau-Dietz (1687-1711) x 1709 Maria Louise van Hessen-Kassel (1688-1765) | Johan Willem Friso van Nassau-Dietz (1687-1711) x 1709 Maria Louise van Hessen-Kassel (1688-1765) | Johan Willem Friso van Nassau-Dietz (1687-1711) x 1709 Maria Louise van Hessen-Kassel (1688-1765)      | Johan Willem Friso van Nassau-Dietz (1687-1711) x 1709 Maria Louise van Hessen-Kassel (1688-1765)      | Johan Willem Friso van Nassau-Dietz (1687-1711) x 1709 Maria Louise van Hessen-Kassel (1688-1765)      | Johan Willem Friso van Nassau-Dietz (1687-1711) x 1709 Maria Louise van Hessen-Kassel (1688-1765)      | Johan Willem Friso van Nassau-Dietz (1687-1711) x 1709 Maria Louise van Hessen-Kassel (1688-1765)      | Johan Willem Friso van Nassau-Dietz (1687-1711) x 1709 Maria Louise van Hessen-Kassel (1688-1765)      | Johan Willem Friso van Nassau-Dietz (1687-1711) x 1709 Maria Louise van Hessen-Kassel (1688-1765)      | Johan Willem Friso van Nassau-Dietz (1687-1711) x 1709 Maria Louise van Hessen-Kassel (1688-1765)      | Johan Willem Friso van Nassau-Dietz (1687-1711) x 1709 Maria Louise van Hessen-Kassel (1688-1765)      | Johan Willem Friso van Nassau-Dietz (1687-1711) x 1709 Maria Louise van Hessen-Kassel (1688-1765)      | Johan Willem Friso van Nassau-Dietz (1687-1711) x 1709 Maria Louise van Hessen-Kassel (1688-1765)      | Johan Willem Friso van Nassau-Dietz (1687-1711) x 1709 Maria Louise van Hessen-Kassel (1688-1765) | Johan Willem Friso van Nassau-Dietz (1687-1711) x 1709 Maria Louise van Hessen-Kassel (1688-1765) | Johan Willem Friso van Nassau-Dietz (1687-1711) x 1709 Maria Louise van Hessen-Kassel (1688-1765) | Johan Willem Friso van Nassau-Dietz (1687-1711) x 1709 Maria Louise van Hessen-Kassel (1688-1765) | Johan Willem Friso van Nassau-Dietz (1687-1711) x 1709 Maria Louise van Hessen-Kassel (1688-1765) | Johan Willem Friso van Nassau-Dietz (1687-1711) x 1709 Maria Louise van Hessen-Kassel (1688-1765) | Johan Willem Friso van Nassau-Dietz (1687-1711) x 1709 Maria Louise van Hessen-Kassel (1688-1765) | Johan Willem Friso van Nassau-Dietz (1687-1711) x 1709 Maria Louise van Hessen-Kassel (1688-1765) | Johan Willem Friso van Nassau-Dietz (1687-1711) x 1709 Maria Louise van Hessen-Kassel (1688-1765) | Johan Willem Friso van Nassau-Dietz (1687-1711) x 1709 Maria Louise van Hessen-Kassel (1688-1765) | Johan Willem Friso van Nassau-Dietz (1687-1711) x 1709 Maria Louise van Hessen-Kassel (1688-1765) | Johan Willem Friso van Nassau-Dietz (1687-1711) x 1709 Maria Louise van Hessen-Kassel (1688-1765) | Johan Willem Friso van Nassau-Dietz (1687-1711) x 1709 Maria Louise van Hessen-Kassel (1688-1765) | Johan Willem Friso van Nassau-Dietz (1687-1711) x 1709 Maria Louise van Hessen-Kassel (1688-1765) | Johan Willem Friso van Nassau-Dietz (1687-1711) x 1709 Maria Louise van Hessen-Kassel (1688-1765)        | Johan Willem Friso van Nassau-Dietz (1687-1711) x 1709 Maria Louise van Hessen-Kassel (1688-1765)        | Johan Willem Friso van Nassau-Dietz (1687-1711) x 1709 Maria Louise van Hessen-Kassel (1688-1765)        | Johan Willem Friso van Nassau-Dietz (1687-1711) x 1709 Maria Louise van Hessen-Kassel (1688-1765)        | Johan Willem Friso van Nassau-Dietz (1687-1711) x 1709 Maria Louise van Hessen-Kassel (1688-1765) | Johan Willem Friso van Nassau-Dietz (1687-1711) x 1709 Maria Louise van Hessen-Kassel (1688-1765) | Johan Willem Friso van Nassau-Dietz (1687-1711) x 1709 Maria Louise van Hessen-Kassel (1688-1765) | Johan Willem Friso van Nassau-Dietz (1687-1711) x 1709 Maria Louise van Hessen-Kassel (1688-1765) | George II van Hannover (1683-1760) x 1705 Caroline van Brandenburg-Ansbach (1683-1737)      | George II van Hannover (1683-1760) x 1705 Caroline van Brandenburg-Ansbach (1683-1737)      | George II van Hannover (1683-1760) x 1705 Caroline van Brandenburg-Ansbach (1683-1737)      | George II van Hannover (1683-1760) x 1705 Caroline van Brandenburg-Ansbach (1683-1737)      | George II van Hannover (1683-1760) x 1705 Caroline van Brandenburg-Ansbach (1683-1737)      | George II van Hannover (1683-1760) x 1705 Caroline van Brandenburg-Ansbach (1683-1737)      | George II van Hannover (1683-1760) x 1705 Caroline van Brandenburg-Ansbach (1683-1737)      | George II van Hannover (1683-1760) x 1705 Caroline van Brandenburg-Ansbach (1683-1737)      | George II van Hannover (1683-1760) x 1705 Caroline van Brandenburg-Ansbach (1683-1737)                                           | George II van Hannover (1683-1760) x 1705 Caroline van Brandenburg-Ansbach (1683-1737)                                           | George II van Hannover (1683-1760) x 1705 Caroline van Brandenburg-Ansbach (1683-1737)                                           | George II van Hannover (1683-1760) x 1705 Caroline van Brandenburg-Ansbach (1683-1737)                                           | George II van Hannover (1683-1760) x 1705 Caroline van Brandenburg-Ansbach (1683-1737)      | George II van Hannover (1683-1760) x 1705 Caroline van Brandenburg-Ansbach (1683-1737)      | George II van Hannover (1683-1760) x 1705 Caroline van Brandenburg-Ansbach (1683-1737)      | George II van Hannover (1683-1760) x 1705 Caroline van Brandenburg-Ansbach (1683-1737)      | George II van Hannover (1683-1760) x 1705 Caroline van Brandenburg-Ansbach (1683-1737)               | George II van Hannover (1683-1760) x 1705 Caroline van Brandenburg-Ansbach (1683-1737)               | George II van Hannover (1683-1760) x 1705 Caroline van Brandenburg-Ansbach (1683-1737)               | George II van Hannover (1683-1760) x 1705 Caroline van Brandenburg-Ansbach (1683-1737)               | George II van Hannover (1683-1760) x 1705 Caroline van Brandenburg-Ansbach (1683-1737)      | George II van Hannover (1683-1760) x 1705 Caroline van Brandenburg-Ansbach (1683-1737)      | George II van Hannover (1683-1760) x 1705 Caroline van Brandenburg-Ansbach (1683-1737)                             | George II van Hannover (1683-1760) x 1705 Caroline van Brandenburg-Ansbach (1683-1737)                             | George II van Hannover (1683-1760) x 1705 Caroline van Brandenburg-Ansbach (1683-1737)                             | George II van Hannover (1683-1760) x 1705 Caroline van Brandenburg-Ansbach (1683-1737)                             | George II van Hannover (1683-1760) x 1705 Caroline van Brandenburg-Ansbach (1683-1737)                             | George II van Hannover (1683-1760) x 1705 Caroline van Brandenburg-Ansbach (1683-1737)                             | George II van Hannover (1683-1760) x 1705 Caroline van Brandenburg-Ansbach (1683-1737)                             | George II van Hannover (1683-1760) x 1705 Caroline van Brandenburg-Ansbach (1683-1737)                             | George II van Hannover (1683-1760) x 1705 Caroline van Brandenburg-Ansbach (1683-1737)                             | George II van Hannover (1683-1760) x 1705 Caroline van Brandenburg-Ansbach (1683-1737)                             | George II van Hannover (1683-1760) x 1705 Caroline van Brandenburg-Ansbach (1683-1737)                             | George II van Hannover (1683-1760) x 1705 Caroline van Brandenburg-Ansbach (1683-1737)                             | George II van Hannover (1683-1760) x 1705 Caroline van Brandenburg-Ansbach (1683-1737)                             | George II van Hannover (1683-1760) x 1705 Caroline van Brandenburg-Ansbach (1683-1737)                             | George II van Hannover (1683-1760) x 1705 Caroline van Brandenburg-Ansbach (1683-1737)                             | George II van Hannover (1683-1760) x 1705 Caroline van Brandenburg-Ansbach (1683-1737)                             | George II van Hannover (1683-1760) x 1705 Caroline van Brandenburg-Ansbach (1683-1737)                             | George II van Hannover (1683-1760) x 1705 Caroline van Brandenburg-Ansbach (1683-1737)                             | George II van Hannover (1683-1760) x 1705 Caroline van Brandenburg-Ansbach (1683-1737)                             | George II van Hannover (1683-1760) x 1705 Caroline van Brandenburg-Ansbach (1683-1737)                             | George II van Hannover (1683-1760) x 1705 Caroline van Brandenburg-Ansbach (1683-1737)                             | George II van Hannover (1683-1760) x 1705 Caroline van Brandenburg-Ansbach (1683-1737)                             |
| Ouders                                                                           | Willem IV van Oranje-Nassau (1711-1751) x 1734 Anna van Hannover (1709-1759)                      | Willem IV van Oranje-Nassau (1711-1751) x 1734 Anna van Hannover (1709-1759)                      | Willem IV van Oranje-Nassau (1711-1751) x 1734 Anna van Hannover (1709-1759)                      | Willem IV van Oranje-Nassau (1711-1751) x 1734 Anna van Hannover (1709-1759)                      | Willem IV van Oranje-Nassau (1711-1751) x 1734 Anna van Hannover (1709-1759)                      | Willem IV van Oranje-Nassau (1711-1751) x 1734 Anna van Hannover (1709-1759)                      | Willem IV van Oranje-Nassau (1711-1751) x 1734 Anna van Hannover (1709-1759)                      | Willem IV van Oranje-Nassau (1711-1751) x 1734 Anna van Hannover (1709-1759)                      | Willem IV van Oranje-Nassau (1711-1751) x 1734 Anna van Hannover (1709-1759)                      | Willem IV van Oranje-Nassau (1711-1751) x 1734 Anna van Hannover (1709-1759)                      | Willem IV van Oranje-Nassau (1711-1751) x 1734 Anna van Hannover (1709-1759)                      | Willem IV van Oranje-Nassau (1711-1751) x 1734 Anna van Hannover (1709-1759)                           | Willem IV van Oranje-Nassau (1711-1751) x 1734 Anna van Hannover (1709-1759)                           | Willem IV van Oranje-Nassau (1711-1751) x 1734 Anna van Hannover (1709-1759)                           | Willem IV van Oranje-Nassau (1711-1751) x 1734 Anna van Hannover (1709-1759)                           | Willem IV van Oranje-Nassau (1711-1751) x 1734 Anna van Hannover (1709-1759)                           | Willem IV van Oranje-Nassau (1711-1751) x 1734 Anna van Hannover (1709-1759)                           | Willem IV van Oranje-Nassau (1711-1751) x 1734 Anna van Hannover (1709-1759)                           | Willem IV van Oranje-Nassau (1711-1751) x 1734 Anna van Hannover (1709-1759)                           | Willem IV van Oranje-Nassau (1711-1751) x 1734 Anna van Hannover (1709-1759)                           | Willem IV van Oranje-Nassau (1711-1751) x 1734 Anna van Hannover (1709-1759)                           | Willem IV van Oranje-Nassau (1711-1751) x 1734 Anna van Hannover (1709-1759)                           | Willem IV van Oranje-Nassau (1711-1751) x 1734 Anna van Hannover (1709-1759)                      | Willem IV van Oranje-Nassau (1711-1751) x 1734 Anna van Hannover (1709-1759)                      | Willem IV van Oranje-Nassau (1711-1751) x 1734 Anna van Hannover (1709-1759)                      | Willem IV van Oranje-Nassau (1711-1751) x 1734 Anna van Hannover (1709-1759)                      | Willem IV van Oranje-Nassau (1711-1751) x 1734 Anna van Hannover (1709-1759)                      | Willem IV van Oranje-Nassau (1711-1751) x 1734 Anna van Hannover (1709-1759)                      | Willem IV van Oranje-Nassau (1711-1751) x 1734 Anna van Hannover (1709-1759)                      | Willem IV van Oranje-Nassau (1711-1751) x 1734 Anna van Hannover (1709-1759)                      | Willem IV van Oranje-Nassau (1711-1751) x 1734 Anna van Hannover (1709-1759)                      | Willem IV van Oranje-Nassau (1711-1751) x 1734 Anna van Hannover (1709-1759)                      | Willem IV van Oranje-Nassau (1711-1751) x 1734 Anna van Hannover (1709-1759)                      | Willem IV van Oranje-Nassau (1711-1751) x 1734 Anna van Hannover (1709-1759)                      | Willem IV van Oranje-Nassau (1711-1751) x 1734 Anna van Hannover (1709-1759)                      | Willem IV van Oranje-Nassau (1711-1751) x 1734 Anna van Hannover (1709-1759)                      | Willem IV van Oranje-Nassau (1711-1751) x 1734 Anna van Hannover (1709-1759)                             | Willem IV van Oranje-Nassau (1711-1751) x 1734 Anna van Hannover (1709-1759)                             | Willem IV van Oranje-Nassau (1711-1751) x 1734 Anna van Hannover (1709-1759)                             | Willem IV van Oranje-Nassau (1711-1751) x 1734 Anna van Hannover (1709-1759)                             | Willem IV van Oranje-Nassau (1711-1751) x 1734 Anna van Hannover (1709-1759)                      | Willem IV van Oranje-Nassau (1711-1751) x 1734 Anna van Hannover (1709-1759)                      | Willem IV van Oranje-Nassau (1711-1751) x 1734 Anna van Hannover (1709-1759)                      | Willem IV van Oranje-Nassau (1711-1751) x 1734 Anna van Hannover (1709-1759)                      | Willem IV van Oranje-Nassau (1711-1751) x 1734 Anna van Hannover (1709-1759)                | Willem IV van Oranje-Nassau (1711-1751) x 1734 Anna van Hannover (1709-1759)                | Willem IV van Oranje-Nassau (1711-1751) x 1734 Anna van Hannover (1709-1759)                | Willem IV van Oranje-Nassau (1711-1751) x 1734 Anna van Hannover (1709-1759)                | Willem IV van Oranje-Nassau (1711-1751) x 1734 Anna van Hannover (1709-1759)                | Willem IV van Oranje-Nassau (1711-1751) x 1734 Anna van Hannover (1709-1759)                | Willem IV van Oranje-Nassau (1711-1751) x 1734 Anna van Hannover (1709-1759)                | Willem IV van Oranje-Nassau (1711-1751) x 1734 Anna van Hannover (1709-1759)                | Willem IV van Oranje-Nassau (1711-1751) x 1734 Anna van Hannover (1709-1759)                                                     | Willem IV van Oranje-Nassau (1711-1751) x 1734 Anna van Hannover (1709-1759)                                                     | Willem IV van Oranje-Nassau (1711-1751) x 1734 Anna van Hannover (1709-1759)                                                     | Willem IV van Oranje-Nassau (1711-1751) x 1734 Anna van Hannover (1709-1759)                                                     | Willem IV van Oranje-Nassau (1711-1751) x 1734 Anna van Hannover (1709-1759)                | Willem IV van Oranje-Nassau (1711-1751) x 1734 Anna van Hannover (1709-1759)                | Willem IV van Oranje-Nassau (1711-1751) x 1734 Anna van Hannover (1709-1759)                | Willem IV van Oranje-Nassau (1711-1751) x 1734 Anna van Hannover (1709-1759)                | Willem IV van Oranje-Nassau (1711-1751) x 1734 Anna van Hannover (1709-1759)                         | Willem IV van Oranje-Nassau (1711-1751) x 1734 Anna van Hannover (1709-1759)                         | Willem IV van Oranje-Nassau (1711-1751) x 1734 Anna van Hannover (1709-1759)                         | Willem IV van Oranje-Nassau (1711-1751) x 1734 Anna van Hannover (1709-1759)                         | Willem IV van Oranje-Nassau (1711-1751) x 1734 Anna van Hannover (1709-1759)                | Willem IV van Oranje-Nassau (1711-1751) x 1734 Anna van Hannover (1709-1759)                | Willem IV van Oranje-Nassau (1711-1751) x 1734 Anna van Hannover (1709-1759)                                       | Willem IV van Oranje-Nassau (1711-1751) x 1734 Anna van Hannover (1709-1759)                                       | Willem IV van Oranje-Nassau (1711-1751) x 1734 Anna van Hannover (1709-1759)                                       | Willem IV van Oranje-Nassau (1711-1751) x 1734 Anna van Hannover (1709-1759)                                       | Willem IV van Oranje-Nassau (1711-1751) x 1734 Anna van Hannover (1709-1759)                                       | Willem IV van Oranje-Nassau (1711-1751) x 1734 Anna van Hannover (1709-1759)                                       | Willem IV van Oranje-Nassau (1711-1751) x 1734 Anna van Hannover (1709-1759)                                       | Willem IV van Oranje-Nassau (1711-1751) x 1734 Anna van Hannover (1709-1759)                                       | Willem IV van Oranje-Nassau (1711-1751) x 1734 Anna van Hannover (1709-1759)                                       | Willem IV van Oranje-Nassau (1711-1751) x 1734 Anna van Hannover (1709-1759)                                       | Willem IV van Oranje-Nassau (1711-1751) x 1734 Anna van Hannover (1709-1759)                                       | Willem IV van Oranje-Nassau (1711-1751) x 1734 Anna van Hannover (1709-1759)                                       | Willem IV van Oranje-Nassau (1711-1751) x 1734 Anna van Hannover (1709-1759)                                       | Willem IV van Oranje-Nassau (1711-1751) x 1734 Anna van Hannover (1709-1759)                                       | Willem IV van Oranje-Nassau (1711-1751) x 1734 Anna van Hannover (1709-1759)                                       | Willem IV van Oranje-Nassau (1711-1751) x 1734 Anna van Hannover (1709-1759)                                       | Willem IV van Oranje-Nassau (1711-1751) x 1734 Anna van Hannover (1709-1759)                                       | Willem IV van Oranje-Nassau (1711-1751) x 1734 Anna van Hannover (1709-1759)                                       | Willem IV van Oranje-Nassau (1711-1751) x 1734 Anna van Hannover (1709-1759)                                       | Willem IV van Oranje-Nassau (1711-1751) x 1734 Anna van Hannover (1709-1759)                                       | Willem IV van Oranje-Nassau (1711-1751) x 1734 Anna van Hannover (1709-1759)                                       | Willem IV van Oranje-Nassau (1711-1751) x 1734 Anna van Hannover (1709-1759)                                       |
| Willem V van Oranje-Nassau (1748-1806) x 1767 Wilhelmina van Pruisen (1751-1820) |                                                                                                   |                                                                                                   |                                                                                                   |                                                                                                   |                                                                                                   |                                                                                                   |                                                                                                   |                                                                                                   |                                                                                                   |                                                                                                   |                                                                                                   | | | | | | | | | | | |                                                                                                   |                                                                                                   |                                                                                                   |                                                                                                   |                                                                                                   |                                                                                                   |                                                                                                   |                                                                                                   |                                                                                                   |                                                                                                   |                                                                                                   |                                                                                                   |                                                                                                   |                                                                                                   | | | | |                                                                                                   |                                                                                                   |                                                                                                   |                                                                                                   |                                                                                             |                                                                                             |                                                                                             |                                                                                             |                                                                                             |                                                                                             |                                                                                             |                                                                                             | | | | |                                                                                             |                                                                                             |                                                                                             |                                                                                             | | | | |                                                                                             |                                                                                             | | | | | | | | | | | | | | | | | | | | | | |
| Kinderen                                                                         | nn (1769)                                                                                         | nn (1769)                                                                                         | nn (1769)                                                                                         | nn (1769)                                                                                         | Louise (1770-1819) x 1790 Karel George van Brunswijk-Wolfenbüttel (1766-1806)                     | Louise (1770-1819) x 1790 Karel George van Brunswijk-Wolfenbüttel (1766-1806)                     | Louise (1770-1819) x 1790 Karel George van Brunswijk-Wolfenbüttel (1766-1806)                     | Louise (1770-1819) x 1790 Karel George van Brunswijk-Wolfenbüttel (1766-1806)                     | nn (1771)                                                                                         | nn (1771)                                                                                         | nn (1771)                                                                                         | nn (1771)                                                                                              | Willem I (1772-1843)                                                                                   | Willem I (1772-1843)                                                                                   | Willem I (1772-1843)                                                                                   | Willem I (1772-1843)                                                                                   | Willem I (1772-1843)                                                                                   | Willem I (1772-1843)                                                                                   | Willem I (1772-1843)                                                                                   | Willem I (1772-1843)                                                                                   | Willem I (1772-1843)                                                                                   | Willem I (1772-1843)                                                                                   | Willem I (1772-1843)                                                                              | Willem I (1772-1843)                                                                              | Willem I (1772-1843)                                                                              | Willem I (1772-1843)                                                                              | Willem I (1772-1843)                                                                              | Willem I (1772-1843)                                                                              | Willem I (1772-1843)                                                                              | Willem I (1772-1843)                                                                              | Willem I (1772-1843)                                                                              | Willem I (1772-1843)                                                                              | Willem I (1772-1843)                                                                              | Willem I (1772-1843)                                                                              | Willem I (1772-1843)                                                                              | Willem I (1772-1843)                                                                              | Willem I (1772-1843)                                                                                     | Willem I (1772-1843)                                                                                     | Willem I (1772-1843)                                                                                     | Willem I (1772-1843)                                                                                     | Willem I (1772-1843)                                                                              | Willem I (1772-1843)                                                                              | Willem I (1772-1843)                                                                              | Willem I (1772-1843)                                                                              | Willem I (1772-1843)                                                                        | Willem I (1772-1843)                                                                        | Willem I (1772-1843)                                                                        | Willem I (1772-1843)                                                                        | Willem I (1772-1843)                                                                        | Willem I (1772-1843)                                                                        | Willem I (1772-1843)                                                                        | Willem I (1772-1843)                                                                        | Willem I (1772-1843) | Willem I (1772-1843) | Willem I (1772-1843) | Willem I (1772-1843) | Willem I (1772-1843)                                                                        | Willem I (1772-1843)                                                                        | Willem I (1772-1843)                                                                        | Willem I (1772-1843)                                                                        | Willem I (1772-1843)                                                                                 | Willem I (1772-1843)                                                                                 | Willem I (1772-1843)                                                                                 | Willem I (1772-1843)                                                                                 | Willem I (1772-1843)                                                                        | Willem I (1772-1843)                                                                        | Willem I (1772-1843)                                                                                               | Willem I (1772-1843)                                                                                               | Willem I (1772-1843)                                                                                               | Willem I (1772-1843)                                                                                               | Willem I (1772-1843)                                                                                               | Willem I (1772-1843)                                                                                               | Willem I (1772-1843)                                                                                               | Willem I (1772-1843)                                                                                               | Willem I (1772-1843)                                                                                               | Willem I (1772-1843)                                                                                               | Willem I (1772-1843)                                                                                               | Willem I (1772-1843)                                                                                               | Willem I (1772-1843)                                                                                               | Willem I (1772-1843)                                                                                               | Willem I (1772-1843)                                                                                               | Willem I (1772-1843)                                                                                               | Willem I (1772-1843)                                                                                               | Willem I (1772-1843)                                                                                               | Frederik (1774-1799)                                                                                               | Frederik (1774-1799)                                                                                               | Frederik (1774-1799)                                                                                               | Frederik (1774-1799)                                                                                               |
| Kinderen                                                                         | nn (1769)                                                                                         | nn (1769)                                                                                         | nn (1769)                                                                                         | nn (1769)                                                                                         | Louise (1770-1819) x 1790 Karel George van Brunswijk-Wolfenbüttel (1766-1806)                     | Louise (1770-1819) x 1790 Karel George van Brunswijk-Wolfenbüttel (1766-1806)                     | Louise (1770-1819) x 1790 Karel George van Brunswijk-Wolfenbüttel (1766-1806)                     | Louise (1770-1819) x 1790 Karel George van Brunswijk-Wolfenbüttel (1766-1806)                     | nn (1771)                                                                                         | nn (1771)                                                                                         | nn (1771)                                                                                         | nn (1771)                                                                                              | x 1791 Wilhelmina van Pruisen (1774-1837)                                                              | x 1791 Wilhelmina van Pruisen (1774-1837)                                                              | x 1791 Wilhelmina van Pruisen (1774-1837)                                                              | x 1791 Wilhelmina van Pruisen (1774-1837)                                                              | x 1791 Wilhelmina van Pruisen (1774-1837)                                                              | x 1791 Wilhelmina van Pruisen (1774-1837)                                                              | x 1791 Wilhelmina van Pruisen (1774-1837)                                                              | x 1791 Wilhelmina van Pruisen (1774-1837)                                                              | x 1791 Wilhelmina van Pruisen (1774-1837)                                                              | x 1791 Wilhelmina van Pruisen (1774-1837)                                                              | x 1791 Wilhelmina van Pruisen (1774-1837)                                                         | x 1791 Wilhelmina van Pruisen (1774-1837)                                                         | x 1791 Wilhelmina van Pruisen (1774-1837)                                                         | x 1791 Wilhelmina van Pruisen (1774-1837)                                                         | x 1791 Wilhelmina van Pruisen (1774-1837)                                                         | x 1791 Wilhelmina van Pruisen (1774-1837)                                                         | x 1791 Wilhelmina van Pruisen (1774-1837)                                                         | x 1791 Wilhelmina van Pruisen (1774-1837)                                                         | x 1791 Wilhelmina van Pruisen (1774-1837)                                                         | x 1791 Wilhelmina van Pruisen (1774-1837)                                                         | x 1791 Wilhelmina van Pruisen (1774-1837)                                                         | x 1791 Wilhelmina van Pruisen (1774-1837)                                                         | x 1791 Wilhelmina van Pruisen (1774-1837)                                                         | x 1791 Wilhelmina van Pruisen (1774-1837)                                                         | x 1791 Wilhelmina van Pruisen (1774-1837)                                                                | x 1791 Wilhelmina van Pruisen (1774-1837)                                                                | x 1791 Wilhelmina van Pruisen (1774-1837)                                                                | x 1791 Wilhelmina van Pruisen (1774-1837)                                                                | x 1791 Wilhelmina van Pruisen (1774-1837)                                                         | x 1791 Wilhelmina van Pruisen (1774-1837)                                                         | x 1791 Wilhelmina van Pruisen (1774-1837)                                                         | x 1791 Wilhelmina van Pruisen (1774-1837)                                                         | x 1791 Wilhelmina van Pruisen (1774-1837)                                                   | x 1791 Wilhelmina van Pruisen (1774-1837)                                                   | x 1791 Wilhelmina van Pruisen (1774-1837)                                                   | x 1791 Wilhelmina van Pruisen (1774-1837)                                                   | x 1791 Wilhelmina van Pruisen (1774-1837)                                                   | x 1791 Wilhelmina van Pruisen (1774-1837)                                                   | x 1791 Wilhelmina van Pruisen (1774-1837)                                                   | x 1791 Wilhelmina van Pruisen (1774-1837)                                                   | x 1791 Wilhelmina van Pruisen (1774-1837)                                                                                        | x 1791 Wilhelmina van Pruisen (1774-1837)                                                                                        | x 1791 Wilhelmina van Pruisen (1774-1837)                                                                                        | x 1791 Wilhelmina van Pruisen (1774-1837)                                                                                        | x 1791 Wilhelmina van Pruisen (1774-1837)                                                   | x 1791 Wilhelmina van Pruisen (1774-1837)                                                   | x 1791 Wilhelmina van Pruisen (1774-1837)                                                   | x 1791 Wilhelmina van Pruisen (1774-1837)                                                   | x 1791 Wilhelmina van Pruisen (1774-1837)                                                            | x 1791 Wilhelmina van Pruisen (1774-1837)                                                            | x 1791 Wilhelmina van Pruisen (1774-1837)                                                            | x 1791 Wilhelmina van Pruisen (1774-1837)                                                            | x 1791 Wilhelmina van Pruisen (1774-1837)                                                   | x 1791 Wilhelmina van Pruisen (1774-1837)                                                   | x 1791 Wilhelmina van Pruisen (1774-1837)                                                                          | x 1791 Wilhelmina van Pruisen (1774-1837)                                                                          | x 1791 Wilhelmina van Pruisen (1774-1837)                                                                          | x 1791 Wilhelmina van Pruisen (1774-1837)                                                                          | x 1791 Wilhelmina van Pruisen (1774-1837)                                                                          | x 1791 Wilhelmina van Pruisen (1774-1837)                                                                          | x 1791 Wilhelmina van Pruisen (1774-1837)                                                                          | x 1791 Wilhelmina van Pruisen (1774-1837)                                                                          | x 1791 Wilhelmina van Pruisen (1774-1837)                                                                          | x 1791 Wilhelmina van Pruisen (1774-1837)                                                                          | x 1791 Wilhelmina van Pruisen (1774-1837)                                                                          | x 1791 Wilhelmina van Pruisen (1774-1837)                                                                          | x 1791 Wilhelmina van Pruisen (1774-1837)                                                                          | x 1791 Wilhelmina van Pruisen (1774-1837)                                                                          | x 1841 Henriëtte d'Oultremont de Wégimont (1792-1864)                                                              | x 1841 Henriëtte d'Oultremont de Wégimont (1792-1864)                                                              | x 1841 Henriëtte d'Oultremont de Wégimont (1792-1864)                                                              | x 1841 Henriëtte d'Oultremont de Wégimont (1792-1864)                                                              | Frederik (1774-1799)                                                                                               | Frederik (1774-1799)                                                                                               | Frederik (1774-1799)                                                                                               | Frederik (1774-1799)                                                                                               |
| Kleinkinderen                                                                    | -                                                                                                 | -                                                                                                 | -                                                                                                 | -                                                                                                 | -                                                                                                 | -                                                                                                 | -                                                                                                 | -                                                                                                 | -                                                                                                 | -                                                                                                 | -                                                                                                 | - | Willem II (1792-1849) x 1816 Anna Romanov (1795-1865)                                                  | Willem II (1792-1849) x 1816 Anna Romanov (1795-1865)                                                  | Willem II (1792-1849) x 1816 Anna Romanov (1795-1865)                                                  | Willem II (1792-1849) x 1816 Anna Romanov (1795-1865)                                                  | Willem II (1792-1849) x 1816 Anna Romanov (1795-1865)                                                  | Willem II (1792-1849) x 1816 Anna Romanov (1795-1865)                                                  | Willem II (1792-1849) x 1816 Anna Romanov (1795-1865)                                                  | Willem II (1792-1849) x 1816 Anna Romanov (1795-1865)                                                  | Willem II (1792-1849) x 1816 Anna Romanov (1795-1865)                                                  | Willem II (1792-1849) x 1816 Anna Romanov (1795-1865)                                                  | Willem II (1792-1849) x 1816 Anna Romanov (1795-1865)                                             | Willem II (1792-1849) x 1816 Anna Romanov (1795-1865)                                             | Willem II (1792-1849) x 1816 Anna Romanov (1795-1865)                                             | Willem II (1792-1849) x 1816 Anna Romanov (1795-1865)                                             | Willem II (1792-1849) x 1816 Anna Romanov (1795-1865)                                             | Willem II (1792-1849) x 1816 Anna Romanov (1795-1865)                                             | Willem II (1792-1849) x 1816 Anna Romanov (1795-1865)                                             | Willem II (1792-1849) x 1816 Anna Romanov (1795-1865)                                             | Willem II (1792-1849) x 1816 Anna Romanov (1795-1865)                                             | Willem II (1792-1849) x 1816 Anna Romanov (1795-1865)                                             | Willem II (1792-1849) x 1816 Anna Romanov (1795-1865)                                             | Willem II (1792-1849) x 1816 Anna Romanov (1795-1865)                                             | Willem II (1792-1849) x 1816 Anna Romanov (1795-1865)                                             | Willem II (1792-1849) x 1816 Anna Romanov (1795-1865)                                             | Willem II (1792-1849) x 1816 Anna Romanov (1795-1865)                                                    | Willem II (1792-1849) x 1816 Anna Romanov (1795-1865)                                                    | Willem II (1792-1849) x 1816 Anna Romanov (1795-1865)                                                    | Willem II (1792-1849) x 1816 Anna Romanov (1795-1865)                                                    | Frederik (1797-1881) x 1825 Louise van Pruisen (1808-1870)                                        | Frederik (1797-1881) x 1825 Louise van Pruisen (1808-1870)                                        | Frederik (1797-1881) x 1825 Louise van Pruisen (1808-1870)                                        | Frederik (1797-1881) x 1825 Louise van Pruisen (1808-1870)                                        | Frederik (1797-1881) x 1825 Louise van Pruisen (1808-1870)                                  | Frederik (1797-1881) x 1825 Louise van Pruisen (1808-1870)                                  | Frederik (1797-1881) x 1825 Louise van Pruisen (1808-1870)                                  | Frederik (1797-1881) x 1825 Louise van Pruisen (1808-1870)                                  | Frederik (1797-1881) x 1825 Louise van Pruisen (1808-1870)                                  | Frederik (1797-1881) x 1825 Louise van Pruisen (1808-1870)                                  | Frederik (1797-1881) x 1825 Louise van Pruisen (1808-1870)                                  | Frederik (1797-1881) x 1825 Louise van Pruisen (1808-1870)                                  | Frederik (1797-1881) x 1825 Louise van Pruisen (1808-1870)                                                                       | Frederik (1797-1881) x 1825 Louise van Pruisen (1808-1870)                                                                       | Frederik (1797-1881) x 1825 Louise van Pruisen (1808-1870)                                                                       | Frederik (1797-1881) x 1825 Louise van Pruisen (1808-1870)                                                                       | Paulina (1800-1806)                                                                         | Paulina (1800-1806)                                                                         | Paulina (1800-1806)                                                                         | Paulina (1800-1806)                                                                         | Marianne (1810-1883) x 1830 Albert van Pruisen (1809-1872)                                           | Marianne (1810-1883) x 1830 Albert van Pruisen (1809-1872)                                           | Marianne (1810-1883) x 1830 Albert van Pruisen (1809-1872)                                           | Marianne (1810-1883) x 1830 Albert van Pruisen (1809-1872)                                           | Marianne (1810-1883) x 1830 Albert van Pruisen (1809-1872)                                  | Marianne (1810-1883) x 1830 Albert van Pruisen (1809-1872)                                  | Marianne (1810-1883) x 1830 Albert van Pruisen (1809-1872)                                                         | Marianne (1810-1883) x 1830 Albert van Pruisen (1809-1872)                                                         | Marianne (1810-1883) x 1830 Albert van Pruisen (1809-1872)                                                         | Marianne (1810-1883) x 1830 Albert van Pruisen (1809-1872)                                                         | Marianne (1810-1883) x 1830 Albert van Pruisen (1809-1872)                                                         | Marianne (1810-1883) x 1830 Albert van Pruisen (1809-1872)                                                         | Marianne (1810-1883) x 1830 Albert van Pruisen (1809-1872)                                                         | Marianne (1810-1883) x 1830 Albert van Pruisen (1809-1872)                                                         | Marianne (1810-1883) x 1830 Albert van Pruisen (1809-1872)                                                         | Marianne (1810-1883) x 1830 Albert van Pruisen (1809-1872)                                                         | Marianne (1810-1883) x 1830 Albert van Pruisen (1809-1872)                                                         | Marianne (1810-1883) x 1830 Albert van Pruisen (1809-1872)                                                         | Marianne (1810-1883) x 1830 Albert van Pruisen (1809-1872)                                                         | Marianne (1810-1883) x 1830 Albert van Pruisen (1809-1872)                                                         | - | - | - | - | - | - | - | - |
| Achterkleinkinderen                                                              | -                                                                                                 | -                                                                                                 | -                                                                                                 | -                                                                                                 | -                                                                                                 | -                                                                                                 | -                                                                                                 | -                                                                                                 | -                                                                                                 | -                                                                                                 | -                                                                                                 | - | Willem III (1817-1890)                                                                                 | Willem III (1817-1890)                                                                                 | Willem III (1817-1890)                                                                                 | Willem III (1817-1890)                                                                                 | Willem III (1817-1890)                                                                                 | Willem III (1817-1890)                                                                                 | Willem III (1817-1890)                                                                                 | Willem III (1817-1890)                                                                                 | Alexander (1818-1848)                                                                                  | Alexander (1818-1848)                                                                                  | Alexander (1818-1848)                                                                             | Alexander (1818-1848)                                                                             | Hendrik (1820-1879)                                                                               | Hendrik (1820-1879)                                                                               | Hendrik (1820-1879)                                                                               | Hendrik (1820-1879)                                                                               | Hendrik (1820-1879)                                                                               | Hendrik (1820-1879)                                                                               | Hendrik (1820-1879)                                                                               | Hendrik (1820-1879)                                                                               | Ernst Casimir (1822)                                                                              | Ernst Casimir (1822)                                                                              | Ernst Casimir (1822)                                                                              | Ernst Casimir (1822)                                                                              | Sophie (1824-1897) x 1842 Karel Alexander van Saksen-Weimar-Eisenach (1818-1901)                         | Sophie (1824-1897) x 1842 Karel Alexander van Saksen-Weimar-Eisenach (1818-1901)                         | Sophie (1824-1897) x 1842 Karel Alexander van Saksen-Weimar-Eisenach (1818-1901)                         | Sophie (1824-1897) x 1842 Karel Alexander van Saksen-Weimar-Eisenach (1818-1901)                         | Louise (1828-1871) x 1850 Karel XV van Zweden (1826-1872)                                         | Louise (1828-1871) x 1850 Karel XV van Zweden (1826-1872)                                         | Louise (1828-1871) x 1850 Karel XV van Zweden (1826-1872)                                         | Louise (1828-1871) x 1850 Karel XV van Zweden (1826-1872)                                         | Willem (1833-1834)                                                                          | Willem (1833-1834)                                                                          | Willem (1833-1834)                                                                          | Willem (1833-1834)                                                                          | Frederik (1836-1846)                                                                        | Frederik (1836-1846)                                                                        | Frederik (1836-1846)                                                                        | Frederik (1836-1846)                                                                        | Maria (1841-1910) x 1871 Wilhelm van Wied (1845-1907)                                                                            | Maria (1841-1910) x 1871 Wilhelm van Wied (1845-1907)                                                                            | Maria (1841-1910) x 1871 Wilhelm van Wied (1845-1907)                                                                            | Maria (1841-1910) x 1871 Wilhelm van Wied (1845-1907)                                                                            | -                                                                                           | -                                                                                           | -                                                                                           | -                                                                                           | Charlotte (1831-1855)                                                                                | Charlotte (1831-1855)                                                                                | Charlotte (1831-1855)                                                                                | Charlotte (1831-1855)                                                                                | zoon (1832)                                                                                 | zoon (1832)                                                                                 | zoon (1832) | zoon (1832) | Albert (1837-1906)                                                                                                 | Albert (1837-1906)                                                                                                 | Albert (1837-1906)                                                                                                 | Albert (1837-1906)                                                                                                 | Elisabeth (1840)                                                                                                   | Elisabeth (1840)                                                                                                   | Elisabeth (1840)                                                                                                   | Elisabeth (1840)                                                                                                   | Alexandrine (1842-1906)                                                                                            | Alexandrine (1842-1906)                                                                                            | Alexandrine (1842-1906)                                                                                            | Alexandrine (1842-1906)                                                                                            | - | - | - | - | - | - | - | - |
| Achterkleinkinderen                                                              | -                                                                                                 | -                                                                                                 | -                                                                                                 | -                                                                                                 | -                                                                                                 | -                                                                                                 | -                                                                                                 | -                                                                                                 | -                                                                                                 | -                                                                                                 | -                                                                                                 | - | x 1839 Sophia van Württemberg (1818-1877)                                                              | x 1839 Sophia van Württemberg (1818-1877)                                                              | x 1839 Sophia van Württemberg (1818-1877)                                                              | x 1839 Sophia van Württemberg (1818-1877)                                                              | x 1879 Emma van Waldeck-Pyrmont (1858-1934)                                                            | x 1879 Emma van Waldeck-Pyrmont (1858-1934)                                                            | x 1879 Emma van Waldeck-Pyrmont (1858-1934)                                                            | x 1879 Emma van Waldeck-Pyrmont (1858-1934)                                                            | Alexander (1818-1848)                                                                                  | Alexander (1818-1848)                                                                                  | Alexander (1818-1848)                                                                             | Alexander (1818-1848)                                                                             | x 1853 Amalia van Saksen-Weimar-Eisenach (1830-1872)                                              | x 1853 Amalia van Saksen-Weimar-Eisenach (1830-1872)                                              | x 1853 Amalia van Saksen-Weimar-Eisenach (1830-1872)                                              | x 1853 Amalia van Saksen-Weimar-Eisenach (1830-1872)                                              | x 1878 Maria van Pruisen (1855-1888)                                                              | x 1878 Maria van Pruisen (1855-1888)                                                              | x 1878 Maria van Pruisen (1855-1888)                                                              | x 1878 Maria van Pruisen (1855-1888)                                                              | Ernst Casimir (1822)                                                                              | Ernst Casimir (1822)                                                                              | Ernst Casimir (1822)                                                                              | Ernst Casimir (1822)                                                                              | Sophie (1824-1897) x 1842 Karel Alexander van Saksen-Weimar-Eisenach (1818-1901)                         | Sophie (1824-1897) x 1842 Karel Alexander van Saksen-Weimar-Eisenach (1818-1901)                         | Sophie (1824-1897) x 1842 Karel Alexander van Saksen-Weimar-Eisenach (1818-1901)                         | Sophie (1824-1897) x 1842 Karel Alexander van Saksen-Weimar-Eisenach (1818-1901)                         | Louise (1828-1871) x 1850 Karel XV van Zweden (1826-1872)                                         | Louise (1828-1871) x 1850 Karel XV van Zweden (1826-1872)                                         | Louise (1828-1871) x 1850 Karel XV van Zweden (1826-1872)                                         | Louise (1828-1871) x 1850 Karel XV van Zweden (1826-1872)                                         | Willem (1833-1834)                                                                          | Willem (1833-1834)                                                                          | Willem (1833-1834)                                                                          | Willem (1833-1834)                                                                          | Frederik (1836-1846)                                                                        | Frederik (1836-1846)                                                                        | Frederik (1836-1846)                                                                        | Frederik (1836-1846)                                                                        | Maria (1841-1910) x 1871 Wilhelm van Wied (1845-1907)                                                                            | Maria (1841-1910) x 1871 Wilhelm van Wied (1845-1907)                                                                            | Maria (1841-1910) x 1871 Wilhelm van Wied (1845-1907)                                                                            | Maria (1841-1910) x 1871 Wilhelm van Wied (1845-1907)                                                                            | -                                                                                           | -                                                                                           | -                                                                                           | -                                                                                           | Charlotte (1831-1855)                                                                                | Charlotte (1831-1855)                                                                                | Charlotte (1831-1855)                                                                                | Charlotte (1831-1855)                                                                                | zoon (1832)                                                                                 | zoon (1832)                                                                                 | zoon (1832) | zoon (1832) | Albert (1837-1906)                                                                                                 | Albert (1837-1906)                                                                                                 | Albert (1837-1906)                                                                                                 | Albert (1837-1906)                                                                                                 | Elisabeth (1840)                                                                                                   | Elisabeth (1840)                                                                                                   | Elisabeth (1840)                                                                                                   | Elisabeth (1840)                                                                                                   | Alexandrine (1842-1906)                                                                                            | Alexandrine (1842-1906)                                                                                            | Alexandrine (1842-1906)                                                                                            | Alexandrine (1842-1906)                                                                                            | - | - | - | - | - | - | - | - |
| Achterkleinkinderen                                                              | -                                                                                                 | -                                                                                                 | -                                                                                                 | -                                                                                                 | -                                                                                                 | -                                                                                                 | -                                                                                                 | -                                                                                                 | -                                                                                                 | -                                                                                                 | -                                                                                                 | - | Willem (1840-1879) Maurits (1843-1850) Alexander (1851-1884)                                           | Willem (1840-1879) Maurits (1843-1850) Alexander (1851-1884)                                           | Willem (1840-1879) Maurits (1843-1850) Alexander (1851-1884)                                           | Willem (1840-1879) Maurits (1843-1850) Alexander (1851-1884)                                           | Wilhelmina (1880-1962)                                                                                 | Wilhelmina (1880-1962)                                                                                 | Wilhelmina (1880-1962)                                                                                 | Wilhelmina (1880-1962)                                                                                 | - | - | -                                                                                                 | -                                                                                                 | -                                                                                                 | -                                                                                                 | -                                                                                                 | -                                                                                                 | -                                                                                                 | -                                                                                                 | -                                                                                                 | -                                                                                                 |                                                                                                   |                                                                                                   |                                                                                                   |                                                                                                   | Karel August (1844-1894) Marie (1849-1922) Maria Anna Sophia Elisabeth (1851-1859) Elisabeth (1854-1908) | Karel August (1844-1894) Marie (1849-1922) Maria Anna Sophia Elisabeth (1851-1859) Elisabeth (1854-1908) | Karel August (1844-1894) Marie (1849-1922) Maria Anna Sophia Elisabeth (1851-1859) Elisabeth (1854-1908) | Karel August (1844-1894) Marie (1849-1922) Maria Anna Sophia Elisabeth (1851-1859) Elisabeth (1854-1908) | Louise (1851-1926) Karel Oscar (1852-1854)                                                        | Louise (1851-1926) Karel Oscar (1852-1854)                                                        | Louise (1851-1926) Karel Oscar (1852-1854)                                                        | Louise (1851-1926) Karel Oscar (1852-1854)                                                        | -                                                                                           | -                                                                                           | -                                                                                           | -                                                                                           | -                                                                                           | -                                                                                           | -                                                                                           | -                                                                                           | Frederik (1872-1945) Alexander Herman (1874-1877) Willem (1876-1945) Viktor (1877-1946) Louise (1880-1965) Elisabeth (1883-1938) | Frederik (1872-1945) Alexander Herman (1874-1877) Willem (1876-1945) Viktor (1877-1946) Louise (1880-1965) Elisabeth (1883-1938) | Frederik (1872-1945) Alexander Herman (1874-1877) Willem (1876-1945) Viktor (1877-1946) Louise (1880-1965) Elisabeth (1883-1938) | Frederik (1872-1945) Alexander Herman (1874-1877) Willem (1876-1945) Viktor (1877-1946) Louise (1880-1965) Elisabeth (1883-1938) | -                                                                                           | -                                                                                           | -                                                                                           | -                                                                                           | Bernhard III (1851-1928) George Albert (1852-1853) Maria Elisabeth (1853-1923) levenloos kind (1855) | Bernhard III (1851-1928) George Albert (1852-1853) Maria Elisabeth (1853-1923) levenloos kind (1855) | Bernhard III (1851-1928) George Albert (1852-1853) Maria Elisabeth (1853-1923) levenloos kind (1855) | Bernhard III (1851-1928) George Albert (1852-1853) Maria Elisabeth (1853-1923) levenloos kind (1855) | -                                                                                           | -                                                                                           | - | - | Frederik Hendrik (1874-1940) Joachim Albrecht (1876-1939) Frederik Willem (1880-1925)                              | Frederik Hendrik (1874-1940) Joachim Albrecht (1876-1939) Frederik Willem (1880-1925)                              | Frederik Hendrik (1874-1940) Joachim Albrecht (1876-1939) Frederik Willem (1880-1925)                              | Frederik Hendrik (1874-1940) Joachim Albrecht (1876-1939) Frederik Willem (1880-1925)                              | - | - | - | - | Charlotte (1868-1944)                                                                                              | Charlotte (1868-1944)                                                                                              | Charlotte (1868-1944)                                                                                              | Charlotte (1868-1944)                                                                                              | - | - | - | - | - | - | - | - |